# مارمولک شاخدار تگزاس

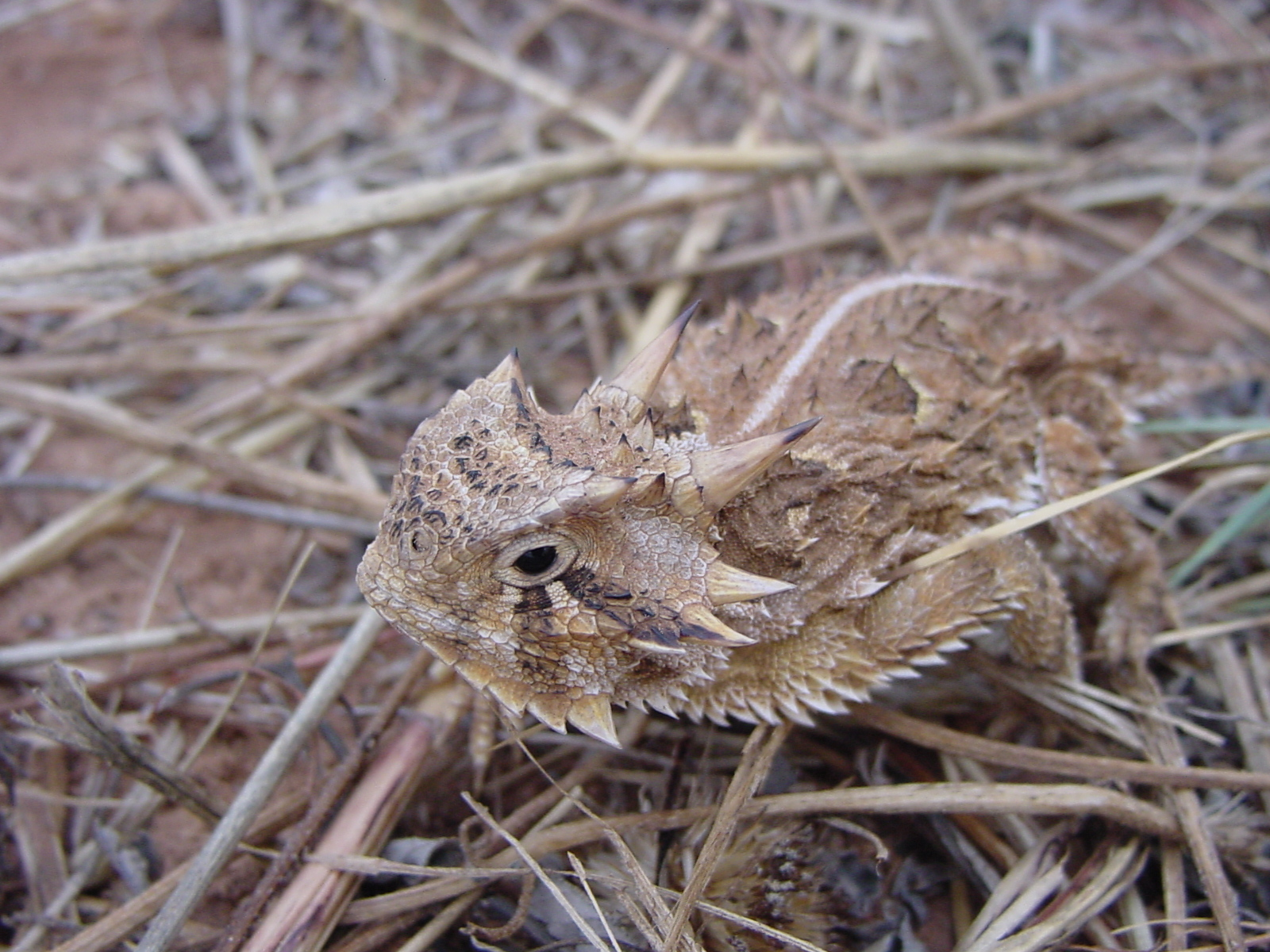

مارمولک شاخدار تگزاس (انگلیسی: Texas horned lizard) یکی از حدود ۲۱ گونه از خزندگان آمریکای شمالی به نام مارمولک شاخ‌شاخیها است که همگی متعلق به جنس مارمولک شاخ‌شاخی هستند. در مناطق جنوب مرکزی ایالات متحده و شمال شرقی مکزیک، و همچنین چندین رکورد و جمعیت معرفی شده جدا شده از ایالت‌های جنوبی آمریکا. اگرچه برخی از جمعیت‌ها پایدار هستند، کاهش شدید جمعیت در بسیاری از مناطق تگزاس و اوکلاهما رخ داده‌است. مارمولک خاردار تگزاس (Sceloporus olivaceus) ممکن است برای مارمولک شاخدار تگزاس به دلیل شکل ظاهری و زیستگاهش اشتباه گرفته شود.